# Txiki (futbolista)
Daniel Rodríguez Pérez (San Sebastián, Guipúzcoa, 27 de marzo de 1977), más conocido como Txiki, es un exfutbolista español. Se desemepañaba como centrocampista.

## Trayectoria
Vasco de nacimiento, su familia se trasladó a Zaragoza siendo muy joven. Inició su andadura futbolística en el C.D. Oliver de Zaragoza donde recibió su apodo futbolístico por parte de sus compañeros en honor de Txiki Begiristain. Extremo zurdo con amplia experiencia, donde se incluye un paso por la Primera División, con el Racing de Santander.

## Clubes
| Club                | País   | Año       |
| ------------------- | ------ | --------- |
| Utebo F. C.         | España | 1996-1997 |
| Andorra C. F.       | España | 1997-1998 |
| S. D. Beasáin       | España | 1998-1999 |
| Cultural Leonesa    | España | 1999-2002 |
| Racing de Santander | España | 2002-2004 |
| Córdoba C. F.       | España | 2004-2006 |
| C. D. Castellón     | España | 2006-2008 |
| A. D. Ceuta         | España | 2008-2009 |
| Zamora C. F.        | España | 2009-2010 |